# دوبلین (تگزاس)
دوبلین، تگزاس(به انگلیسی: Dublin, Texas) شهری در ایالت تگزاس از ایالات جنوبی ایالات متحده آمریکا است. در سرشماری سال ۲۰۰۰، جمعیت این شهر ۳۷۵۴ نفر اعلام شد.